# Sarntal (Gemeinde)
Sarntal (italienisch: Sarentino) ist eine italienische Gemeinde mit 7215 Einwohnern (Stand 31. Dezember 2023) nördlich von Bozen in Südtirol. Sie nimmt einen Großteil des von der Talfer durchflossenen Sarntals sowie mehrere Seitentäler und die umliegenden Berggebiete ein. Sarntal ist die flächenmäßig größte Gemeinde Südtirols und umfasst 28 Fraktionen. Hauptort ist Sarnthein.

## Geographie

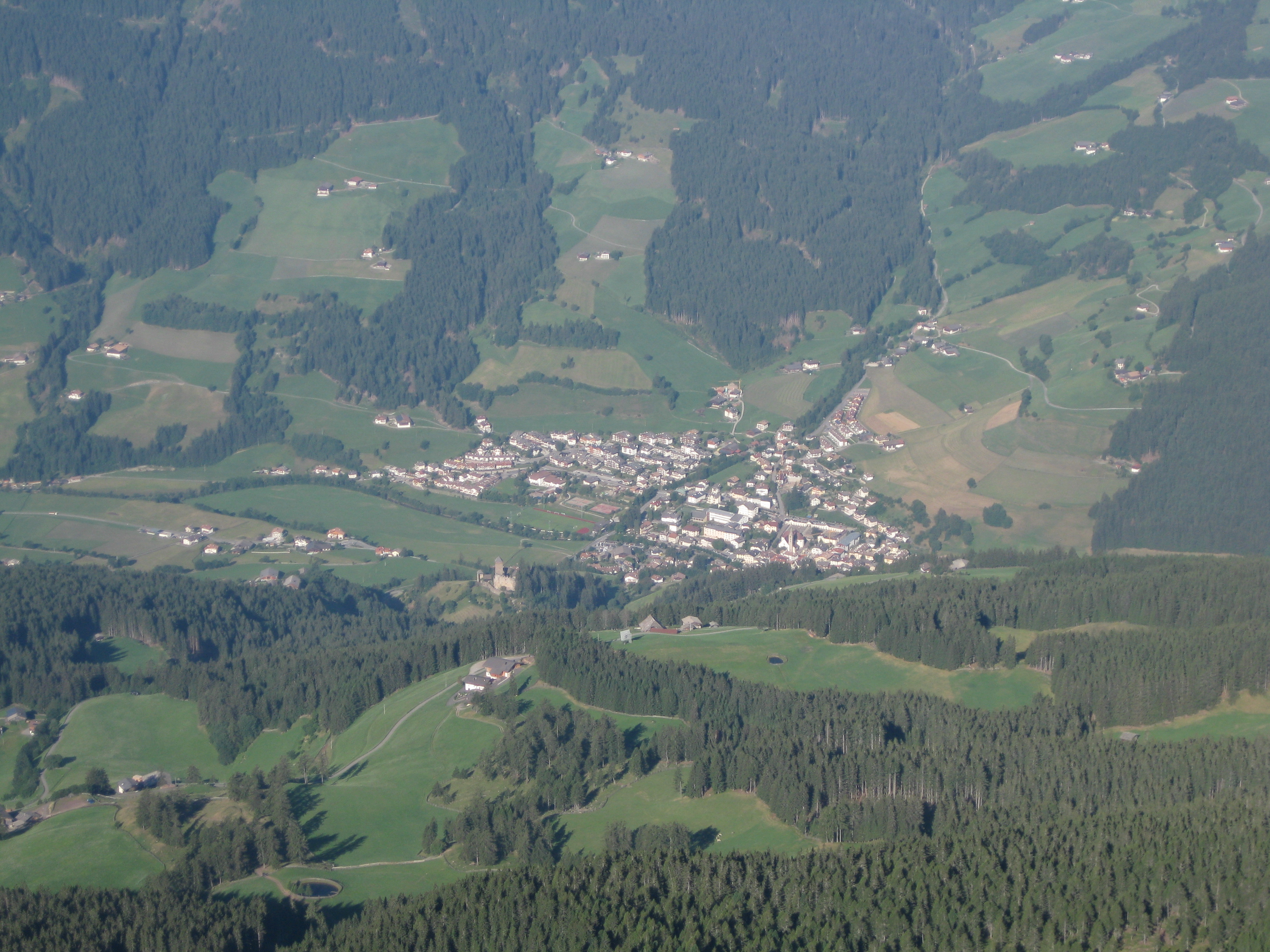
Blick auf Sarnthein, den Hauptort des Sarntals

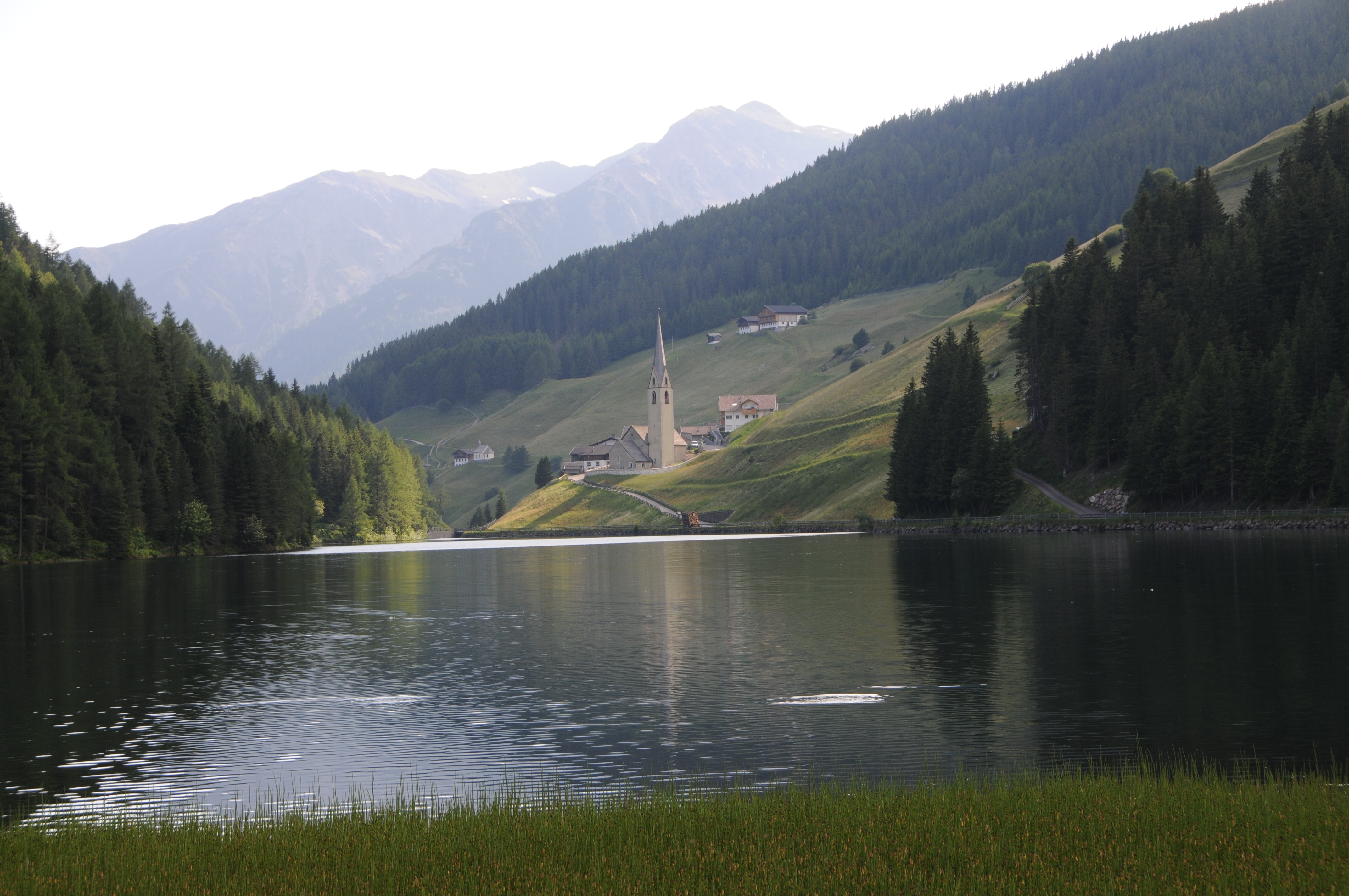
Blick über den Durnholzer See auf Durnholz

Die Gemeinde Sarntal ist mit einer Ausdehnung von 302,5 km² die flächenmäßig größte Südtirols. Sie umfasst den Großteil des von der Talfer entwässerten Sarntals, das in seinem oberen Abschnitt auch Penser Tal genannt wird. Vom grob in Nord-Süd-Richtung verlaufenden Sarntal liegt nur der unterste Abschnitt, die Sarner Schlucht, außerhalb des Gemeindegebiets. Zur Gemeinde gehören zudem mehrere Seitentäler, unter denen das Durnholzer Tal das längste ist, und weiträumige Berggebiete der Sarntaler Alpen. Die Dörfer, Weiler, Streusiedlungen und Gehöfte der Gemeinde verteilen sich auf 28 Fraktionen. Der Hauptort und das mit Abstand größte Dorf ist Sarnthein auf 970 m Höhe. Bedeutendere Siedlungen talaufwärts folgend sind Nordheim (1000 m), Astfeld (1020 m), Aberstückl (1320 m), Weißenbach (1330 m) und Pens (1450 m). Im bei Astfeld Richtung Nordosten abzweigenden Durnholzer Tal sind die Ortschaften Reinswald (1500 m) und Durnholz (1560 m) zu nennen.
Das Sarntal und seine Seitentäler werden im Westen, Norden und Osten von Gipfeln der Sarntaler Alpen umschlossen. Der Sarner Westkamm und der Sarner Ostkamm, die gleichzeitig weitgehend die Gemeindegrenze bilden, treffen im Norden am Penser Joch (2211 m) aufeinander. Im Westkamm ragt der höchste Gipfel der Gemeinde auf, der Hirzer (2781 m); weitere bedeutende Gipfel dort sind die Alplerspitze (2748 m), die Hochwart (2747 m), das Penser Weißhorn (2705 m) und die Verdinser Plattenspitze (2680 m). Im Ostkamm sind die Jakobsspitze (2742 m) und das Tagewaldhorn (2708 m) die höchsten Punkte. An der Hörtlanerspitze (2660 m) löst sich der Sarner Mittelkamm, der sich zwischen das obere Sarntal und das Durnholzer Tal schiebt. Der südlichste bedeutende Gipfel des Ostkamms im Gemeindegebiet ist die Sarner Scharte (2509 m), die die Talansicht von Sarnthein dominiert.

## Geschichte
Bereits in der Ur- und Frühgeschichte gab es Siedlungsaktivitäten. Auf den Sarner Bergen befanden sich einige saisonale Rastplätze für Jäger und Sammler. Das Penser Joch und die Traminalm scheinen ein urgeschichtliches Jagdrevier gewesen zu sein. Am Knappenbach östlich von Reinswald dürfte sich ein Werkstattbereich befunden haben. Der Ortsname Pens weist Parallelen ins Keltische auf.
Erstmaliges urkundliches Zeugnis vom Namen geben zwei Einträge im lateinischsprachigen Traditionsbuch des Augustinerstifts Neustift aus dem Jahr 1142(–1155) als in valle Sarentin und als Sarintin.
Politisch-administrativ war die Gemeinde Sarntal seit dem 13. Jahrhundert als Landgericht organisiert und in die von Graf Meinhard II. etablierte Verwaltungsordnung eingegliedert. 1411 treten die lewtte vnd gemainschaft aus Särenten als eigenständig handelnde Dorfgenossenschaft hervor.
In den Jahren 1443/44 war die Pfarre Sarntal (plebs Sarentine vallis), mittels Erlass von Friedrich III., an Enea Silvio Piccolomini, den späteren Papst Pius II., als Pfründe übertragen, wobei der Inhaber niemals ins Sarntal gekommen zu sein scheint.
Im 16. und 17. Jahrhundert bekam die erfolgreiche Augsburger Kaufmannsfamilie Wagner, die zu den von Sarnthein geadelt wurde, einige Sarner Landschaften als Lehen übertragen. Sie hat heute noch Besitz im Sarntal.

## Politik
Bürgermeister seit 1952:
- Anton Rott: 1952–1980
- Franz Kienzl: 1980–1985
- Alois Kofler: 1985–1988
- Franz Kienzl: 1988–1990
- Florian Murr: 1990–1995
- Karl Thaler: 1995–2005
- Franz Locher: 2005–2018
- Christian Reichsigl: 2019–2025
- Josef Mair: seit 2025

## Bevölkerung
Sarntal ist gemäß den erhobenen Sprachgruppenzugehörigkeitserklärungen bzw. Sprachgruppenzuordnungserklärungen eine weitgehend deutschsprachige Gemeinde. Als Berechnungsgrundlage der folgenden Prozentwerte wurden die gültigen Erklärungen von Personen mit italienischer Staatsbürgerschaft herangezogen.
| Sprache     | 1981    | 1991    | 2001    | 2011    | 2024    |
| ----------- | ------- | ------- | ------- | ------- | ------- |
| Deutsch     | 99,05 % | 97,98 % | 98,44 % | 98,07 % | 97,19 % |
| Italienisch | 0,90 %  | 1,92 %  | 1,45 %  | 1,82 %  | 2,69 %  |
| Ladinisch   | 0,05 %  | 0,10 %  | 0,11 %  | 0,10 %  | 0,12 %  |

## Bildung
Die Gemeinde Sarntal ist Sitz eines deutschsprachigen Schulsprengels. Dieser umfasst sieben Grundschulen in Aberstückl, Astfeld, Durnholz, Pens, Reinswald, Sarnthein und Weißenbach sowie eine Mittelschule in Sarnthein.

## Wirtschaft und Infrastruktur

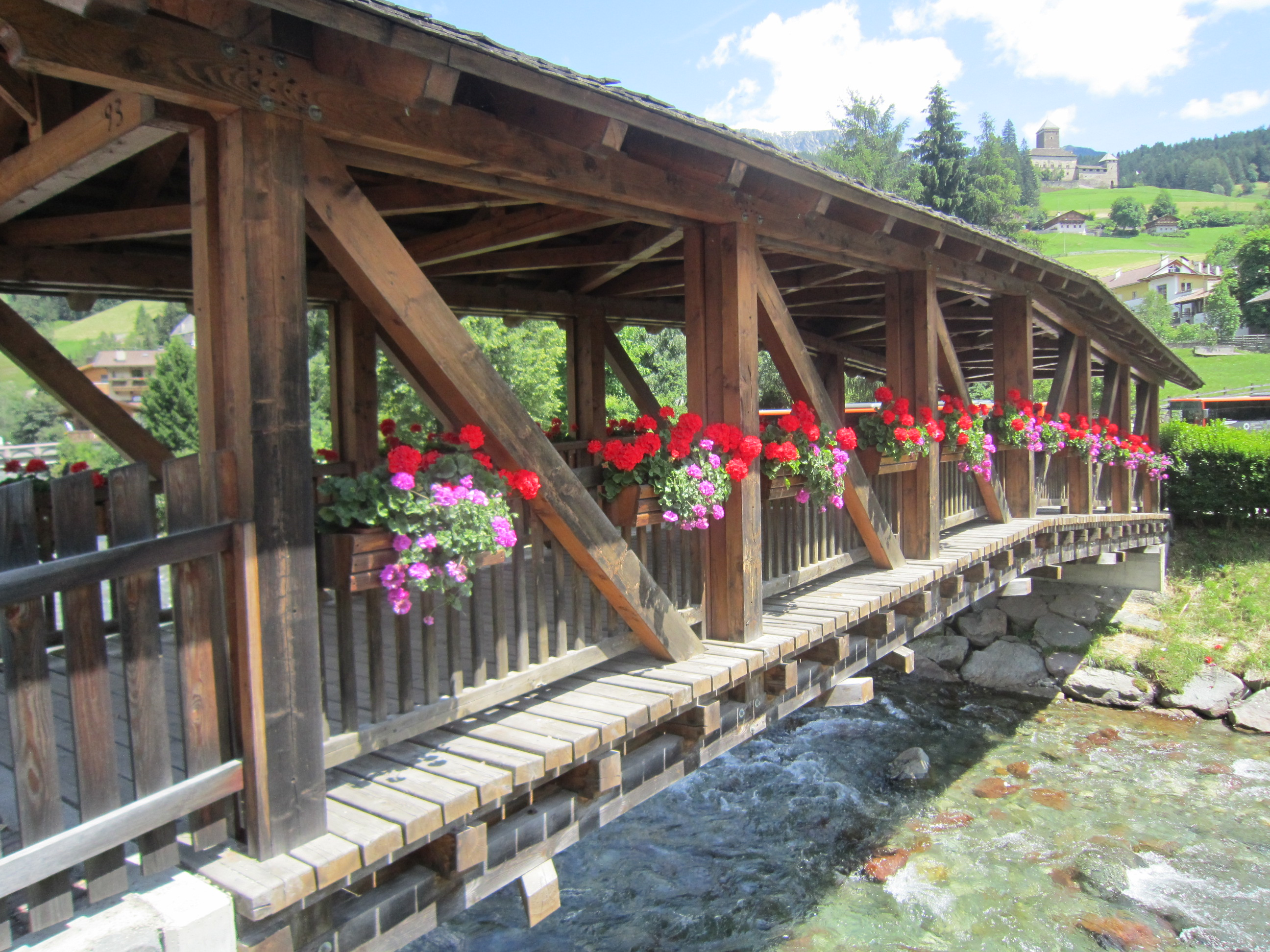
Gedeckte Brücke über die Talfer in Sarnthein

Das Sarntal ist stark bäuerlich geprägt. Die Viehwirtschaft, im Großteil auf Bergbauernhöfen unter oft sehr schwierigen geografischen Bedingungen, herrscht vor. Oft besitzen Bauern neben dem traditionellen Südtiroler Grauvieh (einer Rinderrasse) auch Pferde der traditionellen Südtiroler Rasse der Haflinger. Viele Kleinbauern betreiben den Hof nur als Nebenerwerb und gehen tagsüber einer anderen Arbeit nach.
Handwerk ist ein weiteres wirtschaftliches Standbein des Sarntales.

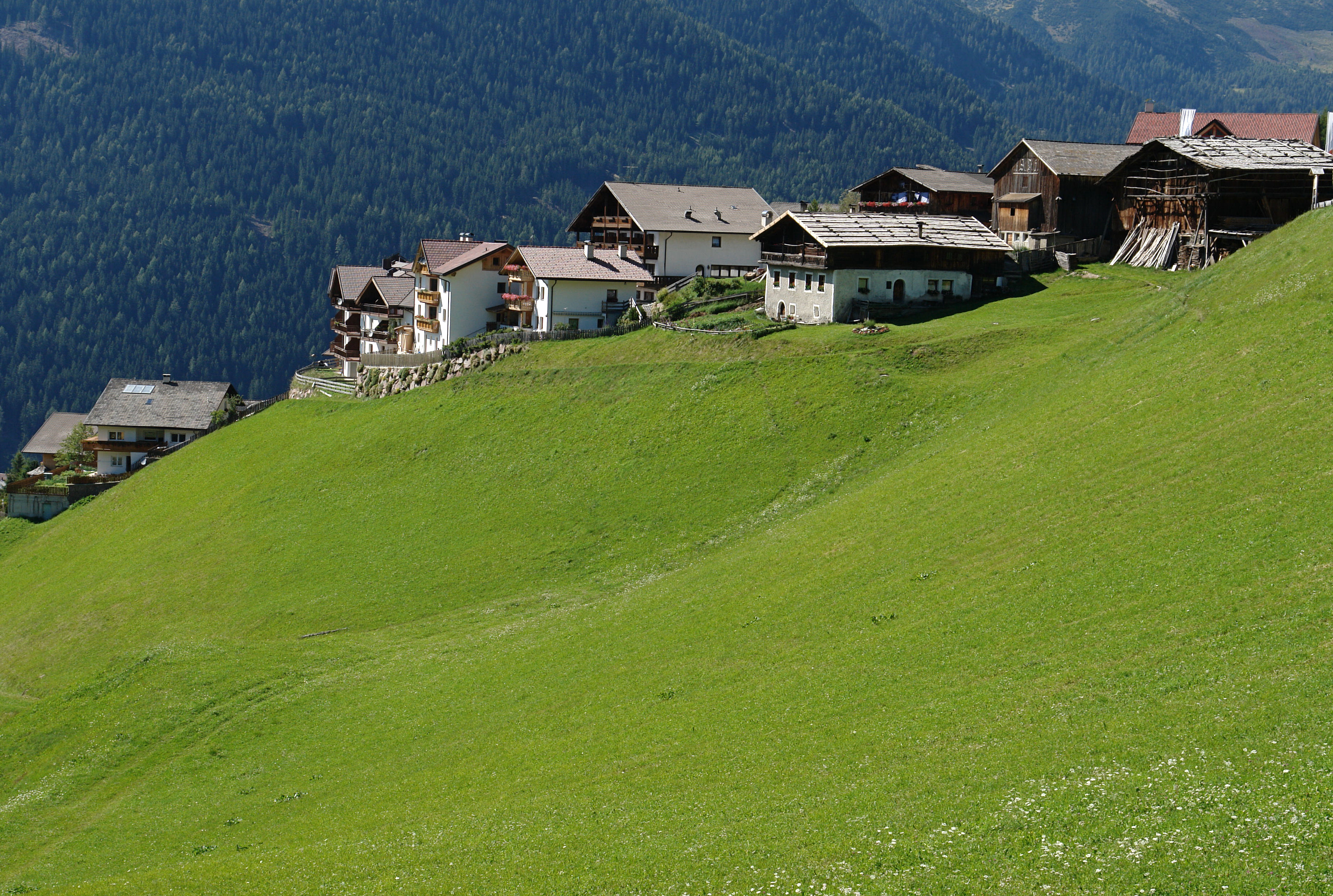
Bauernhöfe in Reinswald

In der Handwerkerzone des Hauptortes Sarnthein wurde vor einigen Jahren ein Fernheizwerk errichtet, das von den örtlichen Bauern und einigen Verbrauchern als Genossenschaft geführt wird. Hier wird ausschließlich für die Holzindustrie nicht verwertbares Holz aus dem Tal verheizt. In der Fraktion Reinswald besteht ein Skigebiet, das in den letzten Jahren modernisiert und geringfügig erweitert wurde.
Für den Kraftverkehr erschlossen ist die Gemeinde durch die Staatsstraße 508, die das Sarntal der Länge nach durchquert. Die durch viele Tunnels gut ausgebaute Hauptzufahrt erfolgt über Süden von der Südtiroler Landeshauptstadt Bozen her. Im Norden überwindet die Staatsstraße das Penser Joch und stellt somit eine Verbindung ins Wipptal dar, die allerdings im Winterhalbjahr wegen Lawinengefahr mehrere Monate lang gesperrt ist.

### Sehenswürdigkeiten

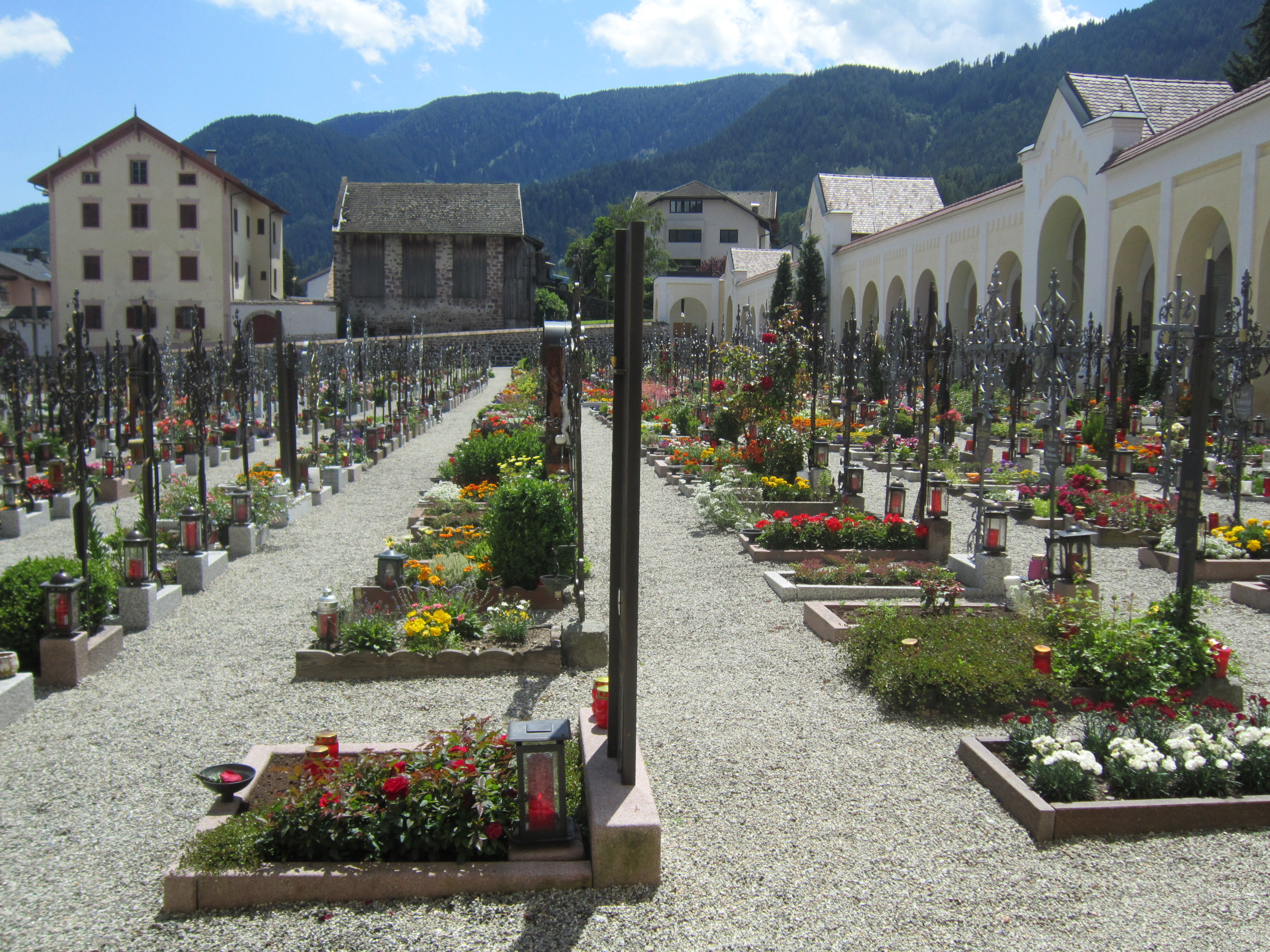
Friedhof in Sarnthein

## Kultur

### Sprache
Der Sarner Dialekt ist durch die relative Abgeschiedenheit (im Vergleich zu anderen Gemeinden Südtirols) noch sehr ursprünglich und wenig von seiner Umgebung beeinflusst.

### Traditionen

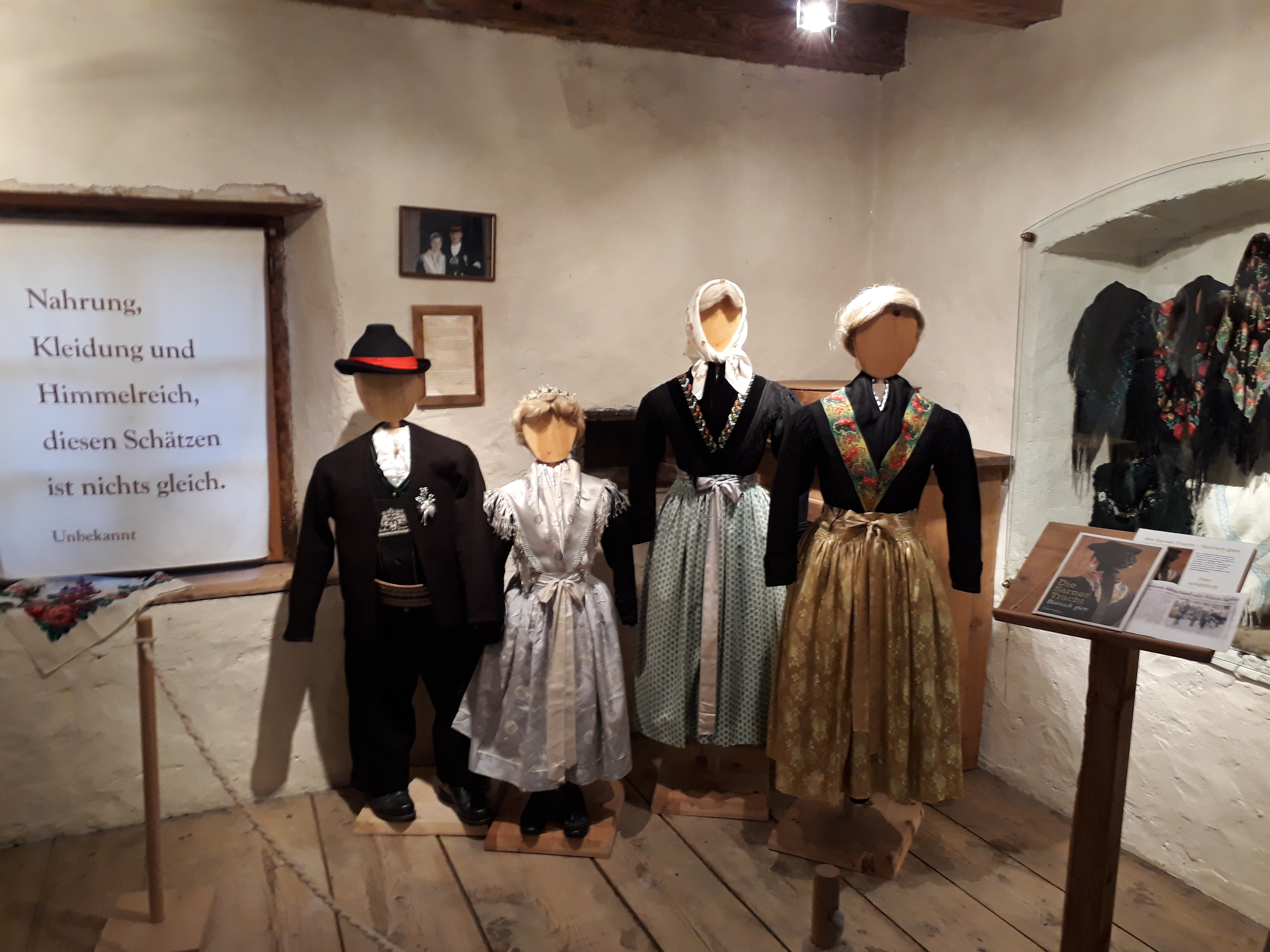
Sarner Tracht

Im Sarntal spielt das lokale Trachtenwesen eine wichtige Rolle. Es gibt viele Kunsthandwerke im Sarntal: die Federkielstickerei, die Holzbildhauerei, die Herstellung der beliebten „Sarnar Toppar“ (wärmenden Filzpantoffeln), sowie die Weiterverarbeitung von Loden. Auch Produkte der Sarner Latschenkiefer sind beliebt. Einen Einblick in die Welt der bäuerlichen Traditionen bietet das Heimatmuseum im Rohrerhaus in Sarnthein.

### Regelmäßige Veranstaltungen
Der Sarner Alpenadvent findet jedes Adventwochenende statt. Dort stellen die Sarner Produzenten ihre Waren vor oder man genießt eine heiße Tasse Glühwein bei besinnlicher Musik und Lagerfeuer. Auch eine Märchensuchaktion für Kinder ist organisiert.
Das Klöckeln wird an jedem Donnerstagabend im Advent, den sog. Klöckelnächten zelebriert. Die Sarner Männer und Jungen treiben in einer alten abgenutzten Tracht und unter einer selbstgebastelten Maske (Lårf) aus natürlichen Produkten wie Baumbart in Gruppen (Kutt, pl: Kuttn) ihr Unwesen, um die bösen Geister zu vertreiben und Jesus' Weg an Weihnachten zu bereiten.
Zu fixen Terminen zählen auch der traditionelle Bauernmarkt (samstags im Sommer) und der Sarner Kirchtag (erstes Wochenende im September).

## Persönlichkeiten
- Herkulan Oberrauch (1728–1808), Franziskaner, Philosoph und Moraltheologe
- Johann Nepomuk von Tschiderer  (1777–1860), Fürstbischof von Trient, wirkte 1810–1819 als Pfarrer im Sarntal
- Peter Rigler (1796–1873), Theologe, Wiederbegründer des Deutschen Ordens
- Josef Kienzl (1858–1924), Politiker (CSP)
- Klara Pölt (1862–1926), Schriftstellerin
- Franz Thaler (1925–2015), Autor, Federkielsticker und KZ-Überlebender
- Helmut Kritzinger (1928–2023), Südtirol-Aktivist, Politiker, Präsident des Bundesrates (Österreich)
- Bernd Gänsbacher (* 1948), Mediziner
- Alois Kofler (* 1950), Politiker
- Gustav Hofer (* 1976), Moderator, Journalist und Filmemacher
- Patrick Thaler (* 1978), Skirennläufer
- Renate Rungger (* 1979), Langstreckenläuferin

## Videodokumente
- Wo die Welt noch fast in Ordnung ist – Das Sarntal in Südtirol, D 1994. Regie: Hans-Dieter Hartl (Länge ca. 45 Minuten)